# Toussaint-Dieudonné Sauveur
Vous lisez un « bon article » labellisé en 2024.
Pour les articles homonymes, voir Sauveur.
Toussaint-Dieudonné Sauveur, né le 26 avril 1766 à Liège et mort le 27 janvier 1838 dans la même ville, est un médecin et professeur belge. En 1817, il devient le premier recteur de l'université de Liège. Il est de nouveau recteur de 1829 à 1830.
Après des études à Liège, Toussaint-Dieudonné Sauveur part à Paris pour y suivre une éducation littéraire. Diplômé, il se voit confier une chaire à l'université d'Angers, où il acquiert le diplôme de maître ès arts. La Révolution française le pousse à changer d'orientation et il entreprend entre 1789 et 1792 des études de médecine à Paris. La Terreur l'empêche d'être diplômé et il termine ses études à Utrecht en 1793, diplômé docteur en médecine.
En 1808, il est nommé médecin du lycée impérial de Liège, ce qui lui ouvre diverses portes, dont le poste de président du jury médical du département de l'Ourthe.
En 1817, Toussaint-Dieudonné Sauveur intègre la chaire de médecine de la nouvellement fondée université de Liège. Il devient également premier recteur, pour un mandat d'un an. Il y enseigne diverses disciplines comme la pathologie générale, la pathologie spéciale des maladies internes. De nouveau recteur entre 1829 et 1830, il perd sa place en 1835 à la suite d'un remaniement des charges de cours et sans doute en partie à cause de son passé orangiste.

## Biographie

### Études et pratique de la médecine
Toussaint-Dieudonné Sauveur naît à Liège le 26 avril 1766,,. Neuvième enfant d'une famille réputée de la ville, il effectue ses études secondaires au collège de Visé, dirigé alors par la société de l'Oratoire de Jésus et de Marie,. Il part ensuite à Paris pour parfaire son éducation littéraire et y reste trois ans. Il est alors envoyé par l'Oratoire au collège de Juilly pour y enseigner les humanités,. Il se voit confier, peu après, une chaire à l'université d'Angers, où il acquiert le diplôme de maître ès arts,,. Durant son séjour en France, il rencontre de nombreuses figures de la future Révolution française, dont Joseph Fouché, avec qui il entretiendra d'étroites relations, ou Maximilien de Robespierre. Il se lie également d'amitié avec Gaspard de Chabrol, Auguste Creuzé de Lesser ou Jean-Joseph Dessolles. Malgré ses amitiés avec des personnalités estimées, Toussaint-Dieudonné Sauveur restera un médecin modeste, ayant « l'honorable ambition de ne rien devoir qu'à lui-même ». Cela ne l'empêche pas d'aider de nombreux « oratoriens » lors de la restauration de la dynastie de Bourbon en France et l'exil de ceux-ci en Belgique.
Face au pressentiment d'une catastrophe, et notamment les possibles conséquences sur les établissements d'instruction régis par des communautés religieuses, Toussaint-Dieudonné Sauveur entreprend, entre 1789 et 1792, des études de médecine à Paris. Il doit les interrompre durant la Terreur. De plus, l'invasion des Pays-Bas par l'armée autrichienne coupe tous les liens qu'il a avec sa famille et le prive de ressources financières. Il quitte précipitamment la France, difficilement car l'obtention d'un passeport est compliquée et toute demande est suspecte,. Finalement, par divers contacts, il en obtient un grâce à Jean-Antoine Rossignol, militant révolutionnaire. Il reste peu avec sa famille et part rapidement en Hollande pour finir ses études à Utrecht. Il est ainsi diplômé docteur en médecine en 1793, à l'âge de 27 ans,.
Il rentre directement à Liège et officie à l'hospice Saint-Abraham, qu'il doit quitter pour des raisons politiques. En effet, on le dénonce comme ayant un frère émigré, ce qui le pousse à faire un pas de côté. Toussaint-Dieudonné Sauveur décide alors de se retirer de tout emploi public. Soignant des civils, il jouit d'une clientèle importante.
En 1808, dès son installation à Liège, Toussaint-Dieudonné Sauveur est nommé médecin du lycée impérial. Durant les six années de son existence, aucun décès d'élèves n'est à déplorer, l'établissement en comptant 200 à 250, âgés de 8 à 17 ans.
Grâce à ses qualités de médecin, il rejoint le jury médical du département de l'Ourthe et finit par le présider. En 1814, lorsque la Belgique rejoint le royaume uni des Pays-Bas, il n'est pas démis de ses fonctions.

### Carrière à l'université de Liège
En 1817 est fondée l'université de Liège par Guillaume Ier, roi des Pays-Bas, et Toussaint-Dieudonné Sauveur intègre la chaire de médecine. Il devient également premier recteur de l'université, pour un mandat d'un an,. L'année précédente, il est chargé par le roi, avec Nicolas-Gabriel Ansiaux et Charles Delvaux de Fenffe, de créer la pharmacopée belge,,. Il est également nommé, en 1817, président de la commission médicale de la province,.
En tant que professeur, il enseigne diverses disciplines comme la pathologie générale, la pathologie spéciale des maladies internes, l'hygiène, la thérapeutique et la clinique médicale,. Il réoccupe le poste de recteur entre 1829 et 1830,. Durant cette période, il fait partie de la « commission chargée par le gouvernement de l'examen et de la révision des lois, arrêtés et règlements promulgués jusque-là sur l'exercice de l'art de guérir ».
Il est ainsi le premier recteur mais également le dernier recteur de l'université avant la révolution belge. Toussaint-Dieudonné Sauveur fait partie des orangistes liégeois,. Formés aux disciplines des lumières, les premiers enseignants ne manquent pas de louange envers le roi Guillaume et leur situation est bien meilleure que sous l'égide des préfets de l'Ourthe. Lors de son serment, le recteur jurait de « faire tout ce qui dépendrait de lui, en sa qualité, pour le bien de l'État, du roi et de l'Université », les professeurs, ne jurant pas pour le bien du roi. Toussaint-Dieudonné Sauveur se range délibérément dans le camp orangiste. Formé par les oratoriens, à savoir une congrégation « composé(e) d'hommes sans intrigues et sans désir de domination », il redoute de voir « entrer le siège pontifical sur le trône de Belgique » et les « milices de Rome »,.

### Fin de vie
En 1835, à la suite d'un remaniement des charges de cours, Toussaint-Dieudonné Sauveur perd sa place de professeur, ce qui le chagrine profondément. La communauté académique, qui ne comprend pas cette décision, se sent révoltée devant cette mesure soudaine et inattendue. Toussaint-Dieudonné Sauveur, touché, s'en montre toutefois rapidement « oublié et consoleux » et reste discret. Son passé orangiste et le fait d'avoir ignoré la « vérité quotidienne et terre à terre » que ni les Belges, ni les Liégeois n'aimaient les Hollandais lors de la révolution belge ont sans doute contribué à son éviction.
Tout de même nommé professeur émérite en 1836, il ne garde aucune charge académique. Aucune nouvelle activité ou même son cabinet privé qu'il reprend ne peuvent le sortir d'une certaine mélancolie. Malade, malgré un certain rétablissement dont il dit que « c'est une légère rémission de douleurs », il meurt le 27 janvier 1838 à Liège, à l'âge de 71 ans,,.

## Vie privée
Toussaint-Dieudonné Sauveur a deux fils. L'ainé, Dieudonné-Jean-Joseph Sauveur (1797-1862), est médecin comme son père mais embrasse une carrière administrative à Bruxelles et devient inspecteur général du service de santé civil,. Il s'intéresse également à la paléobotanique et identifie plusieurs fossiles. Son second fils, Jean-Thomas-Hyacinthe Sauveur (1801-1888), est également médecin et professeur à l'université de Liège.

## Recherches et publications
Toussaint-Dieudonné Sauveur publie peu. Sa nombreuse patientèle et ses cours ne lui laissent que peu de temps pour l'écriture. Il est néanmoins membre fondateur du Bulletin de la Société des sciences physiques et médicales de Liège en 1806,. S'il ne s'agit pas de publications scientifiques, il rédige de nombreuses observations, publiées dans des recueils périodiques.
Sur présentation du professeur Paul-Joseph Barthez, il est nommé membre de la société médicale d'émulation de Paris. Il rejoint également la société des sciences naturelles et médicales de Paris et d'Orléans. Il est membre de la société d'émulation de Liège. En 1834, il devient membre de la société des sciences, des arts et des lettres de Mons.
Considéré comme zélé, il continue à se former et à former des étudiants. Il est progressiste et possède une érudition éclectique. Une de ses devises, dont la paternité est attribuée à Ludwig Gottfried Klein (de), est la suivante, « Nec ab antiquis sum nec a novis, utrosque, ubi veritatem colunt, sequor, magnifecio soepius repetitam experientiam » (« Je ne suis pas plus attaché aux médecins anciens qu'aux modernes, je me sers indifféremment des uns et des autres lorsqu'ils suivent la vérité : une expérience souvent répétée est mon principal guide »).